# Gijsbert de Leve
Gijsbert (Gijs) de Leve (15 août 1926 - 19 novembre 2009) est un mathématicien et chercheur opérationnel néerlandais, connu pour ses travaux sur le processus décisionnel de Markov. Gijs de Leve est considéré comme le fondateur de la recherche opérationnelle aux Pays-Bas.

## Biographie
Né à Amsterdam, il obtient sa maîtrise en mathématiques et physique en 1954 à l'Université d'Amsterdam puis son doctorat cum laude en 1964 pour la thèse Processus de décision markoviens généralisés, sous la direction de Jan Hemelrijk et Johannes Runnenburg.
De Leve est nommé professeur de recherche opérationnelle, en particulier les applications scientifiques de gestion à l'Université d'Amsterdam en 1972. Il est le directeur de thèse d'Henk Tijms (1972), Alexander Rinnooy Kan (1976), Jan Karel Lenstra (1976), P. Weeda (1978), Awi Federgruen (en) (1978), Antoon Kolen (1982), Roy Jonker (1986), Anton Volgenant (1987), Jeroen de Kort (1992), Erik HJ van der Sluis (1993), Nanda Piersma (1993) et Cees Duin (1994). Il prend sa retraite de l'Université d'Amsterdam le 1er septembre 1991.
En l'honneur de De Leve en 1997, le prix Gijs de Leve est lancé pour la meilleure thèse de doctorat dans le domaine des mathématiques des opérations.

## Ouvrages
- Overzicht van een aantal artikelen sur "Operations Research". Volume 1. G. de Lève, Jacobus Kriens, 1955.
- Enige statistische aspecten van de factoranalyse . G. de Lève, 1956
- Operations research: : Inleidende voorbeelden. Hoofdstük 1 . J. Kriens, G. de Lève, 1959
- Oriënterende cursus mathematische besliskunde . G. de Leve, Stichting Mathematisch Centrum. Afdeling Mathematische Statistiek, 1962.
- Generalized Markovian decision processes – Deel 2 . G. de Lève, 1964
- Generalized Markovian Decision Processes: Model and method. Gijs de Levé, 1964
- Inleiding in de besliskunde . G. de Leve, JC van Dalen, Stichting Mathematisch Centrum, 1970

- Levé, Gijsbert. "Wie beslist er eigenlijk*." Statistica Neerlandica 20.2 (1966): 155–169.
- De Leve, Gijsbert, Awi Federgruen et Hendrik C. Tijms . " Une méthode de décision générale de Markov I : modèle et techniques ". Avances en probabilité appliquée (1977): 296–315.
- Federgruen, A. "Some approximation approaches in large-scale." Twenty-five years of operations research in the Netherlands: : articles dédiés à Gijs de Leve 70 (1989) : 35.